# Ugra (bán)
Ugra a 12. században, valószínűleg 1102 és 1105 között volt Horvátország bánja, aki Kálmán király idejében töltötte be ezt a tisztséget.
I. László magyar király miután 1091-ben elfoglalta Horvátországot, unokaöcscsét, Gecse fia Álmost tette meg kormányzóul, akinek idején a báni méltóság nem volt betöltve. Kálmán király 1102-ben teljesen meghódította Horvát- és Dalmátországot, és Álmos helyett Ugra comest tette ide kormányzóul, s egyszersmind Ugrának a báni cimet és méltóságot adományozta, mellyel Magyarország nádoráéhoz hasonló hatáskörrel ruházta fel, sőt mint a király helyettesét még a nádorénál is nagyobb hatalmat adott neki. A magyar uralom alatt tehát Kálmán idejétől fogva éledt fel ujra az ős báni méltóság.
Ezt Heka László jogtörténész is megerősíti a báni méltóságról szóló művében. Miután Szent László és Könyves Kálmán királyok megszerezték a horvát trónt, majd Kálmán kiterjesztette hatalmát Dalmáciára is, ezen a területen királyi helytartóként a bánt hagyta, akinek neve Ugra volt. Marko Kostrenéic horvát történész szerint ez a bán a horvát Kukar nemzetségből származott.